# أرواح هائمة (فيلم)
أرواح هائمة هو فيلم مصري تم إنتاجه عام 1949، تأليف كمال بركات وسامي عزيز وإخراج كمال بركات و بطولة كاميليا وكمال حسين ولولا صدقي.

## قصة الفيلم
أثناء حرب فلسطين يسافر صحفي شاب كمراسل لجرديته بأنباء ميدان القتال لكن يحدث أن يتعرض إلى هجوم وتتقلب به السيارة في حريق مروع ليصاب الصحفي الشاب وينتج عن إصابته تشويه وجهه وبعد أن يعود إلى حياتة المدنية ويلتقي بخطيبته حتى تفزع الخطيبة من شكله المشوه وتنفر منه بل وتفسخ الخطوبة مما يعرضه لحالة نفسية سيئة من عدم تقدير بطولته يحاول التعرف على فتاة أخرى إلا أن الفتيات ينفرن منه ومن تشوهه ويعرضن عنه بل وينبذه المجتمع ويجد نفسه وحيداً بسبب ذلك التشوه يحدث أن يلتقي بفتاة تعمل ممرضة في المستشفى العسكري ويتبادلان الإعجاب فتقف إلى جواره حتى يتزوجا تعرض عليه السفر إلى الخارج للعلاج وبالفعل يسافران إلى سويسرا حيث تجرى له عملية جراحية تجميلية حين تنجح العملية يستعيد ملامحه الوسيمة ليبدأ حياته مع زوجته الممرضة من جديد حاملاً في قلبه دينها حين وقفت إلى جواره بينما رفضته أخريات.

## فريق العمل
إخراج: كمال بركات
تأليف:
- سامي عزيز
- كمال بركات

إنتاج: أفلام الفن
بطولة:
- كاميليا
- كمال حسين
- لولا صدقي
- سليمان عزيز
- أحمد علام
- زوزو حمدي الحكيم
- محمد كامل
- ثريا فخري
- عبد العليم خطاب
- عبد المجيد شكري
- نادية السبع
- عايدة كامل

## روابط خارجية
- أرواح هائمة على موقع IMDb (الإنجليزية)
- أرواح هائمة على موقع الدهليز
- أرواح هائمة على موقع قاعدة بيانات الأفلام العربية